# 杉若氏宗
杉若 氏宗（すぎわか うじむね）は、安土桃山時代の武将・大名。熊野水軍を率いた杉若無心（越後守）の嫡男。主殿頭。通称：伝三郎。姉妹に丹羽長秀室（藤堂高吉母）、神保相茂室、広橋総光室。

## 略歴
文禄年間（1592 - 1595）に家督を相続して、紀伊国田辺上野山城1万9000石を領する。父や同じ水軍の堀内氏善らと文禄の役に従軍した。休戦期から慶長の役にかけて、加徳倭城の桑山一晴・貞晴と共に城番となった。
関ヶ原の戦いでは、父とともに西軍に属し、慶長5年（1600年）7月、大坂城玉造口を守備。9月には大津城の戦いに参加するが、本戦での敗報を聞き降伏。続いて徳川家康からの命により新宮城の攻撃に参加し、同城落城後も暫く駐屯し本領安堵の知らせを待つが、結局紀伊国は浅野幸長に与えられることになり、杉若氏は改易となった。氏宗はこれにより逐電し、以降の足跡は不明である。